# 1335 pr. n. št.

## Smrti
- Ehnaton, faraon Starega Egipta   (* ni znano)